# Simon Bruté de Rémur

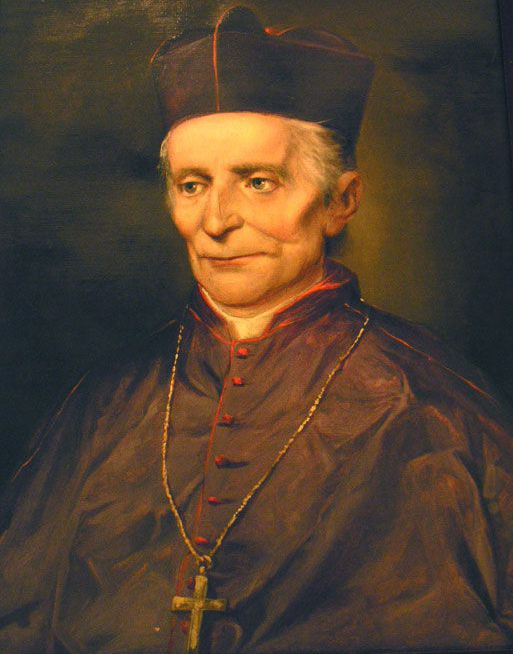
Simon Bruté de Rémur, erster Bischof von Vincennes

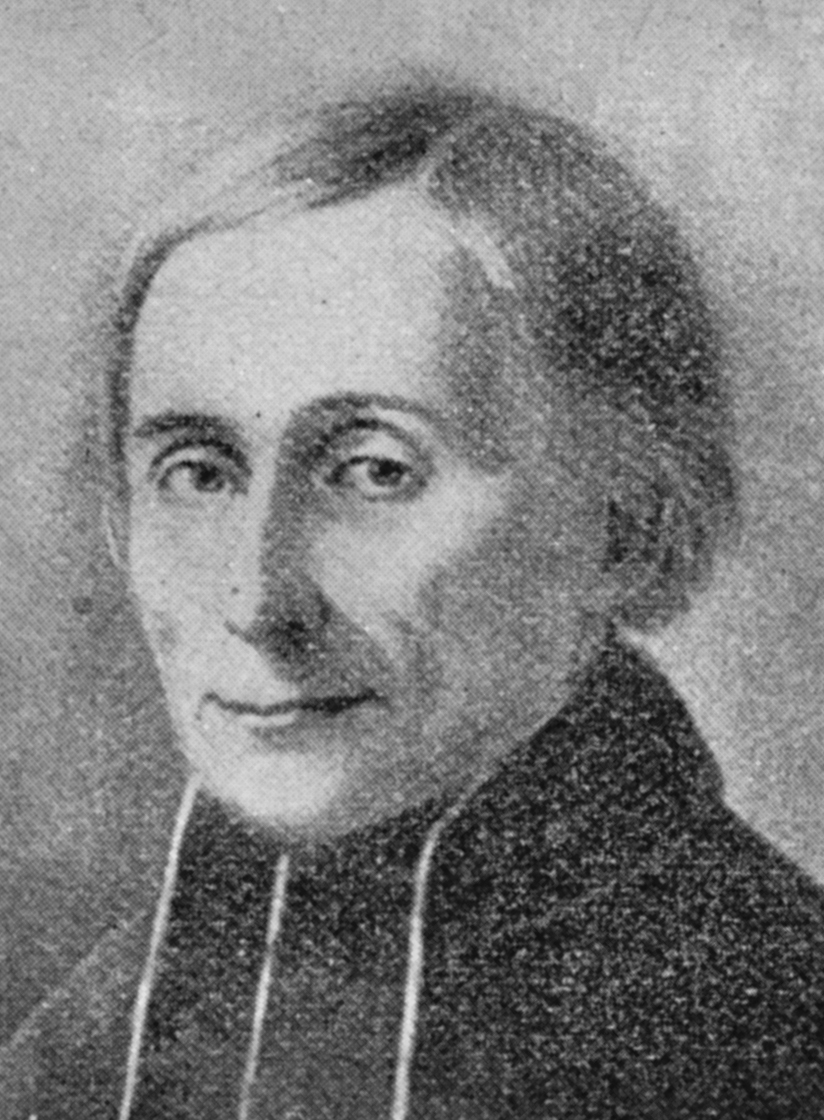
Darstellung von Simon Bruté de Rémur in einem Buch (1900)

Simon William (französisch Guillaume) Gabriel Bruté de Rémur (* 20. März 1779 in Rennes, Bretagne, Frankreich; † 26. Juni 1839 in Vincennes, Indiana, Vereinigte Staaten) war ein französischer Geistlicher und Missionar in den Vereinigten Staaten. Er war der erste römisch-katholische Bischof von Vincennes in Indiana.

## Leben
De Rémur wurde in eine wohlhabende Familie hineingeboren. Ein 1796 begonnenes Studium der Medizin schloss er 1803 ab und trat im November desselben Jahres in das Seminar der Sulpizianer in Paris ein. Am 11. Juni 1808 empfing er das Sakrament der Priesterweihe. Von 1808 bis 1810 lehrte de Rémur am Seminar seiner Heimatstadt Rennes Theologie.
Im Juni 1810 emigrierte de Rémur in die Vereinigten Staaten, wo er zunächst am St. Mary’s College in Baltimore das Fach Philosophie unterrichtete, und sich als Missionar betätigte. Nach Tätigkeiten am Mount St. Mary’s College in Emmitsburg wurde er 1815 mit der Leitung des St. Mary’s College in Baltimore betraut.
Mit der Errichtung des Bistums Vincennes auf Gebieten von Indiana und dem östlichen Illinois durch Ausgliederung aus dem Bistum Bardstown am 6. Mai 1834 wurde de Rémur zum ersten Bischof der Diözese ernannt. Die Bischofsweihe spendete ihm am 28. Oktober desselben Jahres der Bischof von Bardstown, Benedict Joseph Flaget PSS; Mitkonsekratoren waren Joseph Rosati CM, Bischof von Saint Louis, und John Baptist Purcell, Bischof von Cincinnati.
Simon Bruté de Rémur verstarb am 26. Juni 1839 in seiner Bischofsstadt und wurde in der dortigen Kathedrale beigesetzt.
Von US-Präsident John Quincy Adams wurde Simon Bruté de Rémur als „der gelehrteste Mann seiner Zeit in Amerika“ („the most learned man of his day in America“) bezeichnet.